# Гамри
Гамри (Хамрин, Хамри) — раннесредневековое хазарское владение на территории современного Дагестана. В XIII-XIX веках Хамри, иногда Гамри, называли населённые даргинцами и кумыками земли, занимавшие ту часть бассейнов речек Гамриозень и Инчхаозень, которая расположена на территории нынешних Каякентского и Сергокалинского районов Дагестана.

## Локализация
Располагался на берегу реки Гамри-Озень и тянулся, согласно преданиям, на 10 км.
P. M. Магомедов писал: 
«По данным эпиграфии, близ побережья Каспия существовал город Гамри. Неподалёку от этой местности расположено с. Кичи-Гамри, что по-кумыкски означает «маленький Гамри», вокруг него сохранились развалины большого поселения».
По данным профессора А. К. Аликберова, на реке Гамри-озень обнаружены саркофагообразные памятники городища Таргу у селений Алхаджакент, Утамыш и Уллубийаул, и в старых поселениях на передовой Дарпуша.
Ибн ал-Асир перечисляли Гамри и Таргу одновременно

## История
В «Дербент-наме» упоминается о существовании города «Гумри» в период правления в Иране Кубада (488– 531) и его сына Хосроя I Ануширвана (531–578).[значимость факта?]
В источниках Гамри (Хумра, Гумри) называется «вилайатом Дагестана».
Большинство информации о городе связаны с арабо-хазарскими войнами. Он упоминается при сражении арабов во главе с Салманом ибн Рабиа с хазарами. Впоследствии четырёхдневного сражения хазарский хакан, потерпев поражение от арабских войск, «вошел в крепость Хусайн в стороне Хамри (Гамри)».
В 653-653 годах арабы устроили поход во главе с Салманом ибн Рабиа ал-Бахили на хазар. По словам Ибн Асама ал-Куфи, Салман, пройдя Дербент, достиг одного из городов хазар, который называется Таргу. Население Таргу, при подходе арабов покинуло свой город, а арабы, не задерживаясь, двинулись к Баланджару.
В 713-14 году другой арабский полководец Маслама ибн Абд ал-Малик, воюя с хазарами, проник, в «страну гуннов, и расположился лагерем при гуннском городе Таргу». Взять город Маслама, не сумел.
В 722-23 годах Джаррах ибн Абдаллах ал-Хаками после победоносного сражения с сыном хазарского кагана у Дарвагчая, подошел перед взятием Баланджара к стране Хамри и сразился с её народом: первоначально Джаррах осадил и взял по мирному договору населенный пункт Хасин.Население которого он, получив предварительно контрибуцию, переселил в Закавказье, в «Хайзан»; затем Джаррах подошел «к одному из городов хазар, который называют» Таргу, после шестидневной осады принудил его жителей просить мира, вслед за чем переселил их также в Закавказье, но уже в Кабалинскую волость.
В 736 году в ходе военных действий, которые вел в Армении Марван ибн Мухаммад, один из армянских вождей по имени Вартанес бежал, «в [страну] хазар», но «жители Хумри убили Вартаниса и послали его голову Марвану».
В 738-39 годах Марван вступил в Гамринское княжество, предварительно подчинив бассейн трех Койсу, сверху с гор. Он вначале осадил «крепость [страны] Хамри»(Таргу), где засел гамринский шах, и после месячной осады взял её «силой», в результате чего мусульмане захватили «имущество, женшин и детей»; шаху удалось в последний момент сбежать, он добрался «до другой крепости, где и закрепился». Разозленный сильным сопротивлением, особенно тем, что в бою у стен «крепости [страны] Хамри» было убито много мусульман, Марван из-за незначительного инцидента перебил «всех мужей той крепости». Разгромив затем «более трехсот» гамринских «селений», Марван окружил крепость, в которой укрылся шах. Шах запросил мира и получил его на условии, однократного предоставления «пятисот голов плена» и ежегодной поставки 30 тыс. муддов зерна в хранилища Дербента.
В 60-е годы VIII века хазары, усилились, и начали совершать походы в Закавказье, даже через Дербентский проход. Именно тогда из-под власти халифата вышло и Гамри, которое прежде до 738-39 годы, находилось в составе Хазарии.B 791 году нападение на Гамри предпринял, по словам Йакуби и Иби Асама ал-Куфи, наместник Арминийи и Азербайджана Фадл ион Махйа ал-Бармаки. Он, пройдя Дербент, подошел к «крепости [страны] Хамри», но был отброшен, после чего возвратился в Закавказье.
Вокруг города построили оборонительную стену. Он был взят хитростью, разрушен и сожжен неопределенными завоевателями, пришедшими с приморской равнины..

## Население
По данным Услара, население Гамри во второй половине XIX века состояло из 1379 дворов, из них 416 говорило на «каба-дарго», а все остальные (963) на кумыкском.